# BUZZING
「BUZZING」（バジング）は、日本のバンド10-FEETの6枚目のシングルである。2004年10月27日発売。発売元はユニバーサルミュージック。

## 概要
- 前作から4ヶ月ぶりとなるシングル。

## 収録曲
1. BUZZING(4:57)
作詞・作曲：TAKUMA、編曲：10-FEET
2. Freedom(4:57)
作詞・作曲：TAKUMA、編曲：10-FEET
3. log(4:57)
作詞・作曲：TAKUMA、編曲：10-FEET

## 収録アルバム

### BUZZING
- オリジナル『4REST』（2005年5月25日）

### Freedom
- オリジナル『4REST』（2005年5月25日）